# Оцма єгудіт
Оцма єгудіт (івр. עָצְמָה יְהוּדִית, досл. «Єврейська сила» або «Єврейська потужність») — ультраправа політична партія в Ізраїлі, яку називають каганістською та антиарабською. Спочатку вона була сформована під назвою «Оцма Ісраель» (івр. עָצְמָה לְיִשְׂרָאֵל; букв. «Сила Ізраїлю»), яка була заснована 13 листопада 2012 року депутатами Ар'є Елдадом і Міхаелем Бен-Арі, які відокремилися від «Національного союзу», і створили нову партію перед виборами до Кнесету 2013 року. Партія «Оцма єгудіт» вважається ідейним нащадком забороненої партії «Ках».